# Wolter Jan Gerrit Bentinck
Wolter Jan Gerrit Bentinck (Raalte, 30 luglio 1745 – Amsterdam, 24 agosto 1781) è stato un ammiraglio olandese, distintosi nel corso della battaglia di Dogger Bank del 5 agosto 1781 come comandante del vascello di linea Batavier. Rimasto gravemente ferito nel corso della battaglia, fu trasportato ad Amsterdam dove, poco prima di morire, fu promosso contrammiraglio per merito di guerra e aiutante di campo dello Statolder Guglielmo V d'Orange, e  postumo venne insignito della Medaglia di Dogger Bank in oro.

## Biografia

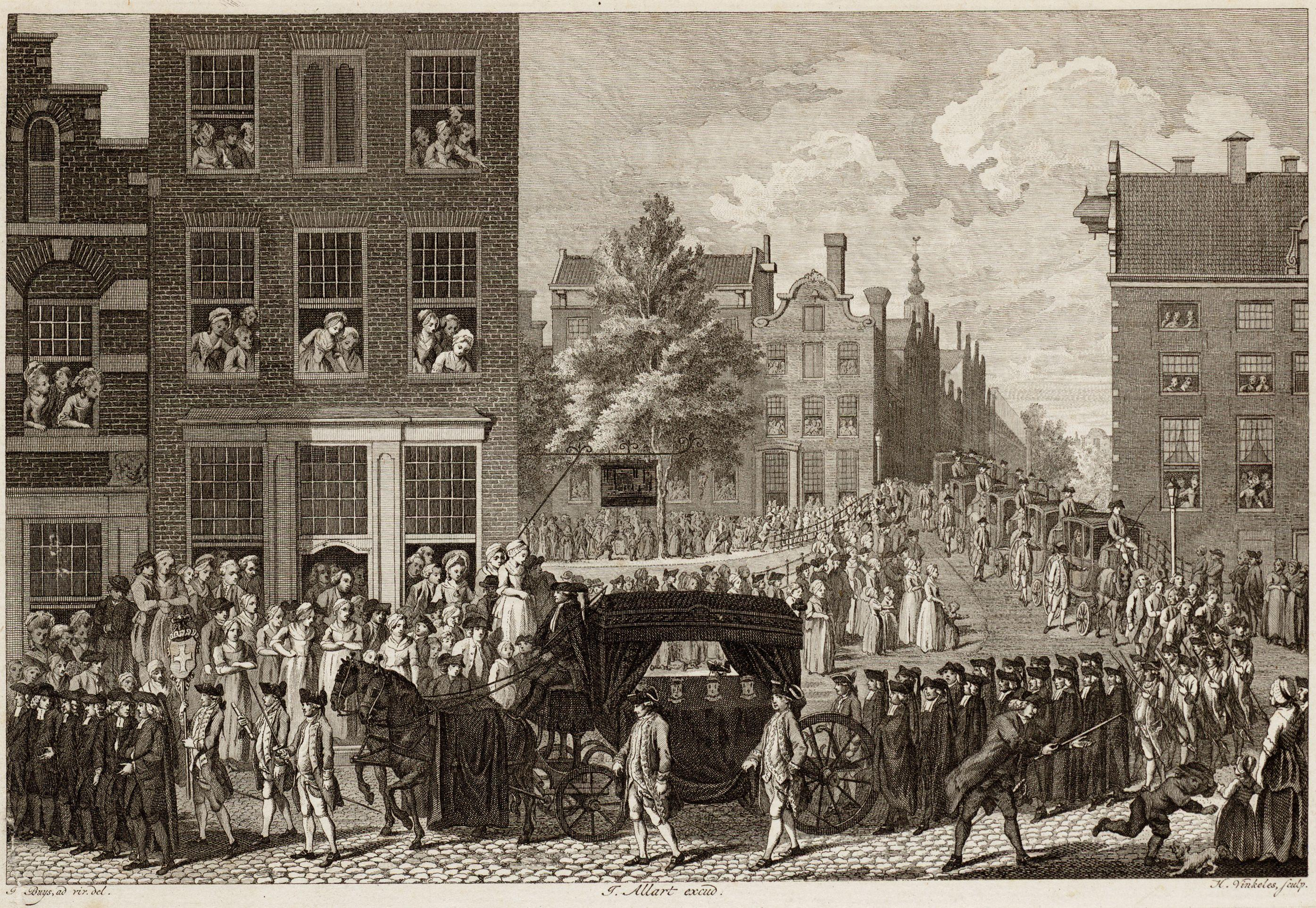
I funerali del contrammiraglio Bentinck ad Amsterdam il 28 agosto 1781.

Nacque il 30 luglio 1745 presso il palazzo Schoonheten, a Raalte, figlio di Berend Hendrik, signore di Schoonheten e di Diepenheim, e di Bonne Elisabeth Juriana du Tertre. Entrò in servizio come guardiamarina presso l'Ammiragliato di Amsterdam a 12 anni, seguendo le orme di suo fratello Willem Hendrik (1740-1757). Nel 1758 effettuò il suo primo viaggio come cadetto o guardiamarina, sotto il comando del capitano Coertse, col quale in seguito fece diversi viaggi, e si comportò in modo così esemplare che dopo qualche tempo  fu promosso luogotenente. Il 26 novembre 1766, quando aveva solo 21 anni, divenne capitano e assunse il comando di una nave da guerra dell'Ammiragliato di Amsterdam.
Andò in combattimento per la prima volta, al comando della fregata da 24 cannoni Venus nel 1776, quando nello stretto di Gibilterra inseguì due navi corsare marocchine, che  intercettavano e saccheggiavano le navi mercantili per ordine del Sultano. In quello stesso anno scortò in tutta sicurezza più di 100 navi mercantili attraverso lo stretto di Gibilterra. In seguito partecipò alla quarta guerra anglo-olandese, scoppiata a seguito della guerra d'indipendenza americana (1775-1783). Gli olandesi appoggiarono apertamente i ribelli delle colonie americane vendendo loro armi e munizioni, tramite la colonia di Sant'Eustazio. Ciò portò gli inglesi a dichiarare unilateralmente guerra alla Repubblica delle Sette Province Unite nel 1780 e da allora in poi fu impedito alla flotta mercantile olandese di commerciare via mare. Nel tentativo di rompere il blocco e scortare le navi mercantili, il 20 luglio 1781 il contrammiraglio Johan Zoutman salpò al comando di una squadra navale. Egli prese il mare qual giorno come comandante del vascello da 54 cannoni Batavier, che aveva un equipaggio di 300 uomini. Il 1 agosto, 71 navi mercantili si unirono allo squadra di Zoutman. La mattina presto del 5 agosto le navi olandesi avvistarono un convoglio inglese formato da oltre 200 navi, protetto da dieci navi di linea, quattro fregate e quattro cutter.
Due ore dopo ebbe inizio la battaglia di Dogger Bank, con il primo colpo di cannone sparato dalla nave ammiraglia inglese Fortitude sulla quale si trovava il viceammiraglio Hyde Parker. Il Batavier si trovava al centro della linea di fila olandese, con la ammiraglia di Zoutman, il vascello da 68 cannoni Admiraal de Ruyter davanti, e la fregata Argo da 40 dietro. La flotta inglese era molto meglio armata di quella olandese e poteva sparare 541 libbre di ferro in più per ogni bordata. Il Batavier si trovò a impegnare il corrispettivo della linea di fila britannica, il vascello da 60 cannoni Buffalo, al comando del captain William Truscott.  
Virando più rapidamente e sparando tre salve contro due degli inglesi, gli olandesi furono in grado di ridurre il divario.
Dopo un'ora di battaglia egli, mentre si trovava sul cassero, fu gravemente ferito alla schiena e alla spalla sinistra da una palla di cannone. Un referto medico sopravvissuto fino ad oggi afferma che subì una ferita di 12 pollici di diametro. Dovendo cedere il comando del vascello al secondo, il kapitein Jean Louis Bosch, lo fece con il messaggio "Piuttosto rischiare tutto e morire che arrendersi o fuggire".
Successivamente il Batavier impegnò combattimento contro il vascello da 64 cannoni Bienfaisant per un'ora e mezza, costringendolo a ritirarsi alla portata di un tiro di cannone da 6 libbre. Un vascello da 74 cannoni inglese si imbatté nel Batavier sparando in successione tre bordate che incendiarono il sartiame e devastarono la poppa abbattendo la bandiera.
Il Batavier subì poi l'attacco di altre tre navi nemiche contemporaneamente, incluso il Fortitude da 78 cannoni. Dopo quasi 4 ore di battaglia, anche contro 4 navi nemiche contemporaneamente, il Batavier, con diciotto morti e 49 feriti a bordo dovette essere rimorchiato a Texel, senza il timone distrutto dal fuoco nemico. Gravemente ferito, una volta arrivato a Texel venne soccorso dal chirurgo dell'Ammiragliato, Barend Hussem (1733-1808) e poi spedito ad Amsterdam a bordo di una fregata. Una volta sbarcato fu ricoverato immediatamente a casa del fiscale Boreel, dove ricevette le cure dei migliori chirurghi, compreso David van Gesscher (1735-1810), ma fin da subito fu giudicato senza speranza. Un referto medico sopravvissuto fino ad oggi afferma che subì una ferita di 12 pollici di diametro. A piè di pagina del giornale Maandelykse Nederlandsche Mercurius (luglio-dicembre 1781) apparve la notizia che la ferita di Bentick era così vasta che gran parte dello sterno, insieme alla parte superiore dell'osso del braccio, era stato completamente rimosso.
Morì la notte del 24 agosto 1781, dopo che cinque giorni prima era stato nominato contrammiraglio per meriti speciali e aiutante di campo dello Statolder. Per decisione di Guglielmo V d'Orange il 28 agosto gli vennero tributati solenni funerali di stato, e il suo corpo fu inumato nel coro della Nieuwe Kerk ad Amsterdam. In sua memoria fu collocato nella chiesa un mausoleo a spese dell'Ammiragliato. Successivamente fu insignito postumo della Medaglia di Dogger Bank in oro.

### Annotazioni
1. ↑  Nella famiglia non vi era alcuna tradizione di andare per mare, in quanto tutti i precedenti erano nell'esercito.
2. ↑  Si trattava di una prassi comune ricoverare persone facoltose in case private, dove erano assistiti dai migliori medici, invece che nell'ospedale.

### Fonti
1. 1 2  Beusar 1852, p. 208.
2. 1 2 3 4 5 6 7 8 9 10 11 12 13 14 15 16  Canon van Nederland.
3. 1 2  de Vries 2022, p. 161.
4. 1 2 3 4 5 6 7 8 9 10 11 12  Digitale Bibliotheek voor de Nederlandse Letteren (DBNL).
5. 1 2  de Vries 2022, p. 162.
6. 1 2 3 4  Mars et Historia.